# Armée Ninghai
L'Armée Ninghai (chinois simplifié : 宁海军 ; chinois traditionnel : 寧海軍 ; pinyin : nínghǎi jūn, en référence à la région autonome du Ningxia (宁夏/寧夏) et à la province du Qinghai (青海)) est une armée constituée en 1915, sous la République de Chine (1912-1949), par Ma Qi (马麒 / 馬麒, mǎ qí), seigneur de la guerre musulman Hui. Elle est renommée 26e division en 1926, lorsqu'elle est intégrée au sein de l'Armée nationale révolutionnaire.